# Mlčení (film, 2016)
Mlčení (v anglickém originále Silence) je americké historické filmové drama, jehož režisérem byl Martin Scorsese. Scénář napsal Jay Cocks podle knihy Mlčení (1966), jejímž autorem je Šúsaku Endó. Ve filmu hrají například Andrew Garfield, Adam Driver, Liam Neeson a Ciarán Hinds. Natáčení filmu probíhalo v Tchaj-peji a premiéru měl dne 29. listopadu 2016. Scorsese na snímku pracoval již od roku 1990. Film sleduje dva mladé jezuitské kněze z Portugalska při jejich cestě do Japonska, při níž čelí násilí a pronásledování. Příběh se odehrává v období pronásledování křesťanů v Japonsku po potlačení šimbarského povstání v roce 1638.
Snímek získal nominaci na Oscara v kategorii nejlepší kameru a americký filmový institut jmenoval snímek jedním z nejlepších deseti filmů roku.

## Obsazení
- Andrew Garfield jako otec Sebastião Rodrigues
- Adam Driver jako otec Francisco Garupe
- Shinya Tsukamoto jako Mokiči
- Liam Neeson jako Cristóvão Ferreira
- Tadanobu Asano jako tlumočník
- Ciarán Hinds jako Alessandro Valignano
- Issey Ogata jako Inoue Masašige
- Joši Oida jako Ičizo
- Jósuke Kubozuka jako Kičidžiro
- Nana Komatsu jako Mónica
- Ryo Kase jako João
- Béla Baptiste jako Dieter Albrecht

## Přijetí

### Tržby
Film vydělal k 20. říjnu 2017 7,1 milionů dolarů v Severní Americe a 16,6 milionů dolarů v ostatních oblastech, celkově tak vydělal 23,7 milionů dolarů po celém světě. Rozpočet filmu však činil 50 milionů dolarů. V Severní Americe byl rozšířeně uveden 13. ledna 2017, společně s filmy Skryté zlo, Monster Trucks a Hra o všechno. Za první víkend docílil patnácté nejvyšší návštěvnosti, kdy vydělal 1,9 milionů dolarů. Výdělek za první víkend se předpovídal 4 až 6 milionů dolarů.

### Recenze
Film získal pozitivní recenze od kritiků. Na recenzní stránce Rotten Tomatoes získal z 230 započtených recenzí 84 procent s průměrným ratingem 7,6 bodů z deseti. Na serveru Metacritic snímek získal z 48 recenzí 79 bodů ze sta. Na Česko-Slovenské filmové databázi snímek získal 66%. Na stránce CinemaScore získal známku za 1, na škále 1+ až 5.

## Ocenění a nominace
Americká filmová instituce snímek jmenovala jedním z deseti nejlepších filmů roku.
| Ocenění                                    | Datum ceremoniálu | Kategorie                                      | Nominovaný                                                                        | Výsledek  |
| ------------------------------------------ | ----------------- | ---------------------------------------------- | --------------------------------------------------------------------------------- | --------- |
| AARP Annual Movies for Grownups Awards     | 6. února 2017     | Nejlepší film                                  | Mlčení                                                                            | nominace  |
| AARP Annual Movies for Grownups Awards     | 6. února 2017     | Nejlepší režie                                 | Martin Scorsese                                                                   | nominace  |
| AARP Annual Movies for Grownups Awards     | 6. února 2017     | Nejlepší scénář                                | Jay Cocks a Martin Scorsese                                                       | nominace  |
| AARP Annual Movies for Grownups Awards     | 6. února 2017     | Nejlepší mužský herecký výkon ve vedlejší roli | Issey Ogata                                                                       | nominace  |
| American Society of Cinematographers       | 4. února 2017     | Nejlepší kamera (vydání do kin)                | Rodrigo Prieto                                                                    | nominace  |
| Cena národní společnosti filmových kritiků | 7. ledna 2017     | Nejlepší kamera                                | Rodrigo Prieto                                                                    | 3. místo  |
| Denver Film Critics Society                | 16. ledna 2017    | Nejlepší film                                  | Mlčení                                                                            | nominace  |
| Denver Film Critics Society                | 16. ledna 2017    | Nejlepší režie                                 | Martin Scorsese                                                                   | nominace  |
| Chicago Film Critics Association           | 15. prosince 2016 | Nejlepší adaptovaný scénář                     | Jay Cocks a Martin Scorsese                                                       | nominace  |
| Chicago Film Critics Association           | 15. prosince 2016 | Nejlepší kamera                                | Rodrigo Prieto                                                                    | nominace  |
| IndieWire Critics Poll                     | 19. prosince 2016 | Nejlepší režie                                 | Martin Scorsese                                                                   | 10. místo |
| London Film Critics' Circle                | 22. ledna 2017    | Britský/irský herec roku                       | Andrew Garfield (také za film Hacksaw Ridge: Zrození hrdiny)                      | vítězství |
| Los Angeles Film Critics Association       | 4. prosince 2016  | Nejlepší mužský herecký výkon ve vedlejší roli | Issey Ogata                                                                       | 2. místo  |
| Oscar                                      | 26. února 2017    | Nejlepší kamera                                | Rodrigo Prieto                                                                    | nominace  |
| San Francisco Film Critics Circle          | 11. prosince 2016 | Nejlepší kamera                                | Rodrigo Prieto                                                                    | nominace  |
| Visual Effects Society Awards              | 7. února 2017     | Nejlepší vizuální efekty (reálý film)          | Brian Barlettani, Ivan Busquets, Juan Garcia, Pablo Helman a R. Bruce Steinheimer | nominace  |